# Віллоубрук (округ Дюпаж, Іллінойс)
Віллоубрук (англ. Willowbrook) — селище (англ. village) в США, в окрузі Дюпаж штату Іллінойс. Населення — 9236 осіб (2020).

## Географія
Віллоубрук розташований за координатами 41°45′43″ пн. ш. 87°56′45″ зх. д. / 41.76194° пн. ш. 87.94583° зх. д. (41.761915, -87.945826).  За даними Бюро перепису населення США в 2010 році селище мало площу 7,12 км², з яких 6,96 км² — суходіл та 0,16 км² — водойми.

## Демографія
Згідно з переписом 2010 року, у селищі мешкало 8540 осіб у 4032 домогосподарствах у складі 2142 родин. Густота населення становила 1200 осіб/км².  Було 4375 помешкань (615/км²).
Расовий склад населення:
| - 78,7 % — білих - 13,5 % — азіатів - 4,7 % — чорних або афроамериканців - 0,1 % — корінних американців - 1,3 % — осіб інших рас |

До двох чи більше рас належало 1,7 %. Частка іспаномовних становила 5,7 % від усіх жителів.
За віковим діапазоном населення розподілялося таким чином: 16,6 % — особи молодші 18 років, 62,0 % — особи у віці 18—64 років, 21,4 % — особи у віці 65 років та старші. Медіана віку мешканця становила 46,3 року. На 100 осіб жіночої статі у селищі припадало 83,6 чоловіків;  на 100 жінок у віці від 18 років та старших — 80,3 чоловіків також старших 18 років.
Середній дохід на одне домашнє господарство  становив 86 232 долари США (медіана — 66 163), а середній дохід на одну сім'ю — 109 784 долари (медіана — 84 063). Медіана доходів становила 61 024 долари для чоловіків та 47 372 долари для жінок. За межею бідності перебувало 3,8 % осіб, у тому числі 5,7 % дітей у віці до 18 років та 4,1 % осіб у віці 65 років та старших.
Цивільне працевлаштоване населення становило 4545 осіб. Основні галузі зайнятості: освіта, охорона здоров'я та соціальна допомога — 21,5 %, науковці, спеціалісти, менеджери — 13,2 %, виробництво — 11,6 %, транспорт — 10,3 %.